# Paul Zauner

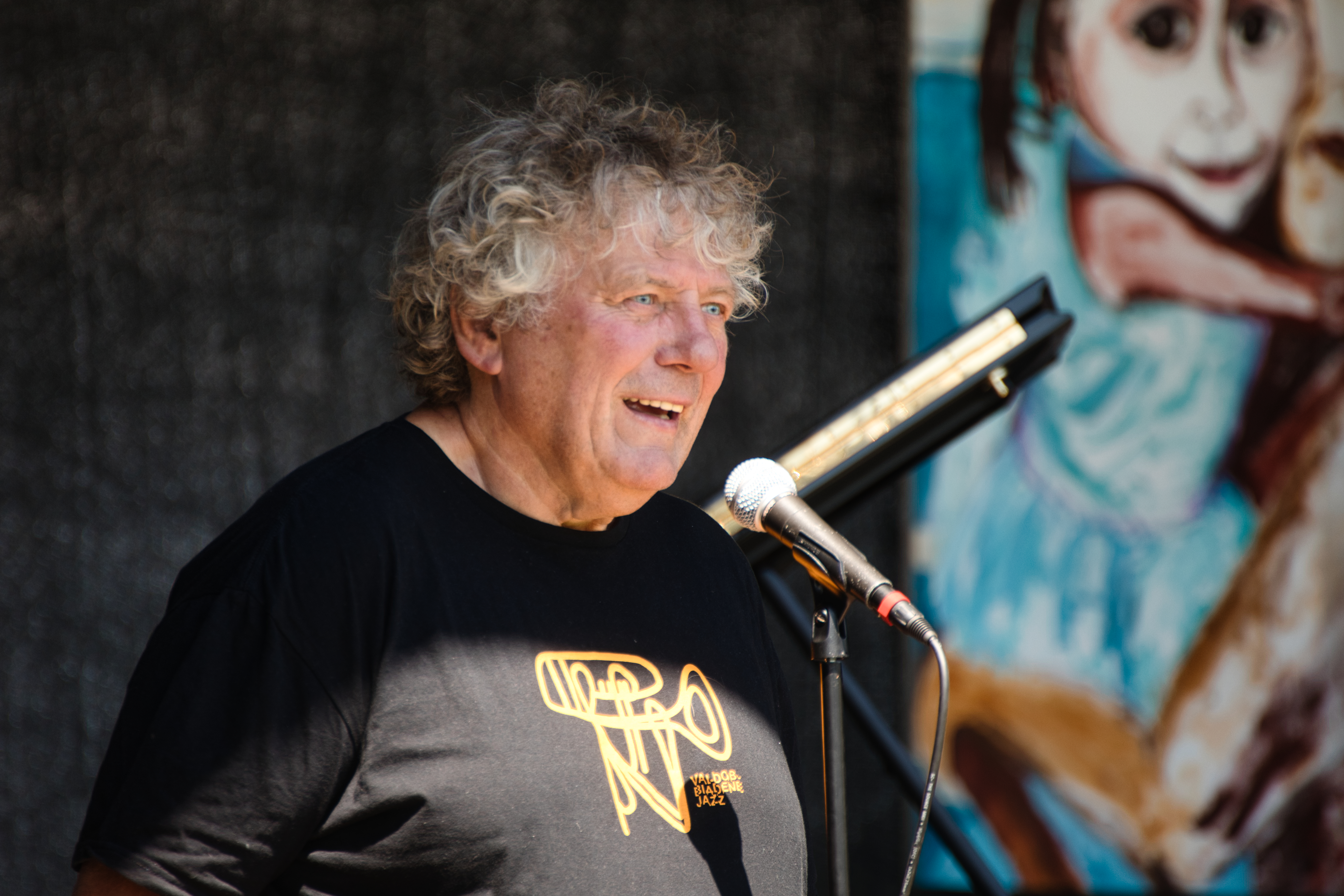
Paul Zauner begrüßt Musiker und Besucher auf dem INNtöne Jazzfestival 2025.

Paul Zauner (* 3. Dezember 1959 in Diersbach) ist ein österreichischer Jazzposaunist, Musikproduzent und Biobauer.

## Leben und Wirken

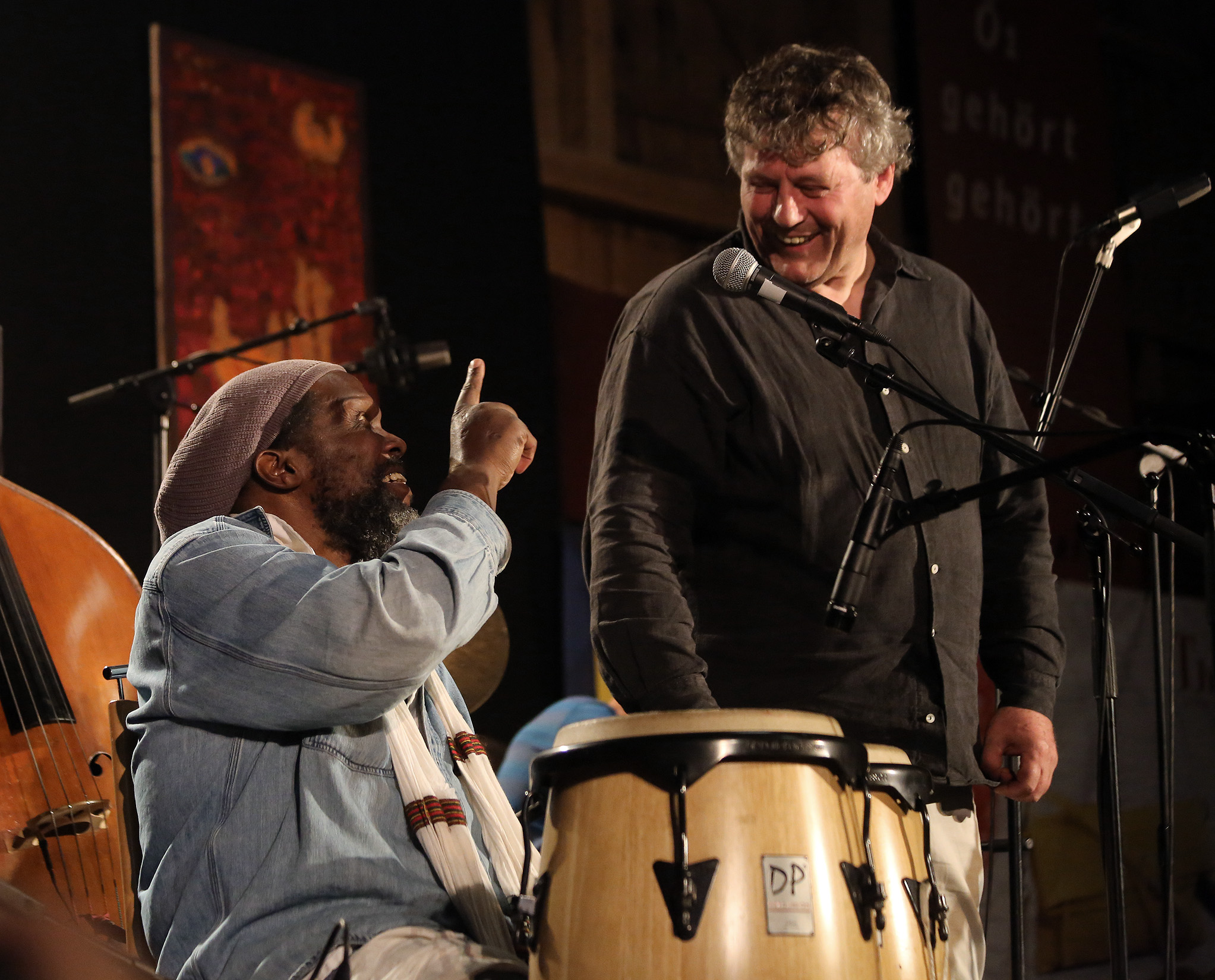
Paul Zauner mit Mansur Scott (INNtöne 2013)

Zauner, ausgebildeter Agraringenieur, studierte in Wien von 1980 bis 1985 Tiermedizin, daneben auch Musik. In dieser Zeit wechselte er vom Klavier zur  Posaune. Ab Mitte der 1980er Jahre spielte er mit Bumi Fian, Woody Schabata, aber auch mit Leon Thomas, George Adams, David Murray, Leopoldo Fleming, Hamiet Bluiett und Jean-Paul Bourelly. Mit Franz Hackl gründete er 1992 die Band ITSLYF, in der zwischen 1992 und 1997 Thomas Kugi, Gottfried Stöger, David Gilmore, Kenny Davis, Rodney Holmes und Pavan Kumar auf weltweite Tourneen gingen; das mit der Band eingespielte Album Hep Caolin bewertete der „Guide of Jazz and Blues“ nicht nur mit fünf Sternen, sondern zeichnete es auch als eine der besten CDs des Jahrhunderts aus.
Daneben gehörte Zauner auch zu Blue Brass, in der Musiker wie Clemens Salesny, Wolfram Derschmidt, Mansur Scott, Dwight Trible oder Donald Smith spielten. Mit Thomas Wall und Wolfram Derschmidt bildet er das Trio Ars futura. Außerdem geht er jedes Jahr im Dezember auf Tournee mit seinen Allstars, mit denen er auch mehrere Alben vorlegte. Auch mit der Sweet Emma Band und Chanda Rule tourte er. Zauner ist auch als Musikproduzent für sein Label PAO und als Konzertveranstalter tätig. Auf seinem Bauernhof organisiert er jedes Jahr zu Pfingsten das INNtöne Jazzfestival; auch ist er Kurator für Jazz am Brucknerhaus in Linz und betreut das Jazzprogramm mehrerer Veranstaltungsorte in Passau.